# Megastigmus formosus
Megastigmus formosus is een vliesvleugelig insect uit de familie Torymidae. De wetenschappelijke naam is voor het eerst geldig gepubliceerd in 1949 door Milliron.